# Observation météorologique de surface
Cet article court présente un sujet plus développé dans : Observation météorologique, Station météorologique, Bouée météorologique et Navire météorologique.
Une observation météorologique de surface est une évaluation quantitative ou qualitative prises près du sol, tant sur la terre ferme qu'en mer, à un endroit et un temps donné par un observateur ou une station météorologique d'un ou plusieurs éléments météorologiques. Les valeurs de vent, précipitations, pression atmosphérique, couverture nuageuse et autres sont envoyés manuellement ou automatiquement sur les circuits de télécommunication.
Ces informations peuvent provenir de réseaux gouvernementaux ou d'organisations amateures, dans un code tel le METAR, pour être échangé facilement à travers le monde. Les observations peuvent être régulièrement prises à toutes les heures à l'heure juste ou spéciales lors d'un changement important des conditions météorologiques. Des observations plus détaillées prises à chaque 3 heures à partir de 0 h UTC à des « stations représentatives » sont dites « synoptiques ou climatologiques » et émises en code SYNOP, les autres sont dites « asynoptiques »,. 
Les observations de surface sont utilisées pour produire des cartes météorologiques, la prévision météorologique et pour les études du climat. Les lieux et instruments utilisés doivent donc correspondre à certaines normes afin que les observations soient standardisées. Une observation est dite « représentative » si elle est valable pour une région plus ou moins étendue entourant la station.